# Виг, Оле
Оле Виг (норв. Ole Vig; 6 февраля 1824, Схьёрдал, Нур-Трёнделаг — 19 декабря 1857, Христиания) — норвежский преподаватель, поэт, писатель и редактор журналов. Он запомнился как ранний сторонник универсального общественного образования.

## Биография
Оле Виг родился 6 февраля 1824 года в семье Оле Олсена Виганазена и Марит Нильсдетты Валстад. Виг вырос на ферме Vikmarken, в губернии Нур-Трёнделаг. Учился он в школе расположенной в коммуне Клебу, окончив её в 1843 году. С 1843 по 1845 год Виг работал частным репетитором для семьи приходского священника в коммуне Офьорд. Затем он провёл свою педагогическую позицию в коммуне Кристиансунн.
С 1851 по 1857 год Виг работал редактором журнала «Folkevennen», который был опубликован в период 1852-1900 годов. Также он опубликовал коллекцию поэзий «Norske Bondeblomster» в 1851 году и учебник истории «Norges historie indtil Harald Haarfagre» в 1857 году. Его стихотворения и национальный гимн («Blandt alle Lande») были опубликованы в «Salmer og Sange til Brug ved Skolelærer-Møde» в 1854 году.

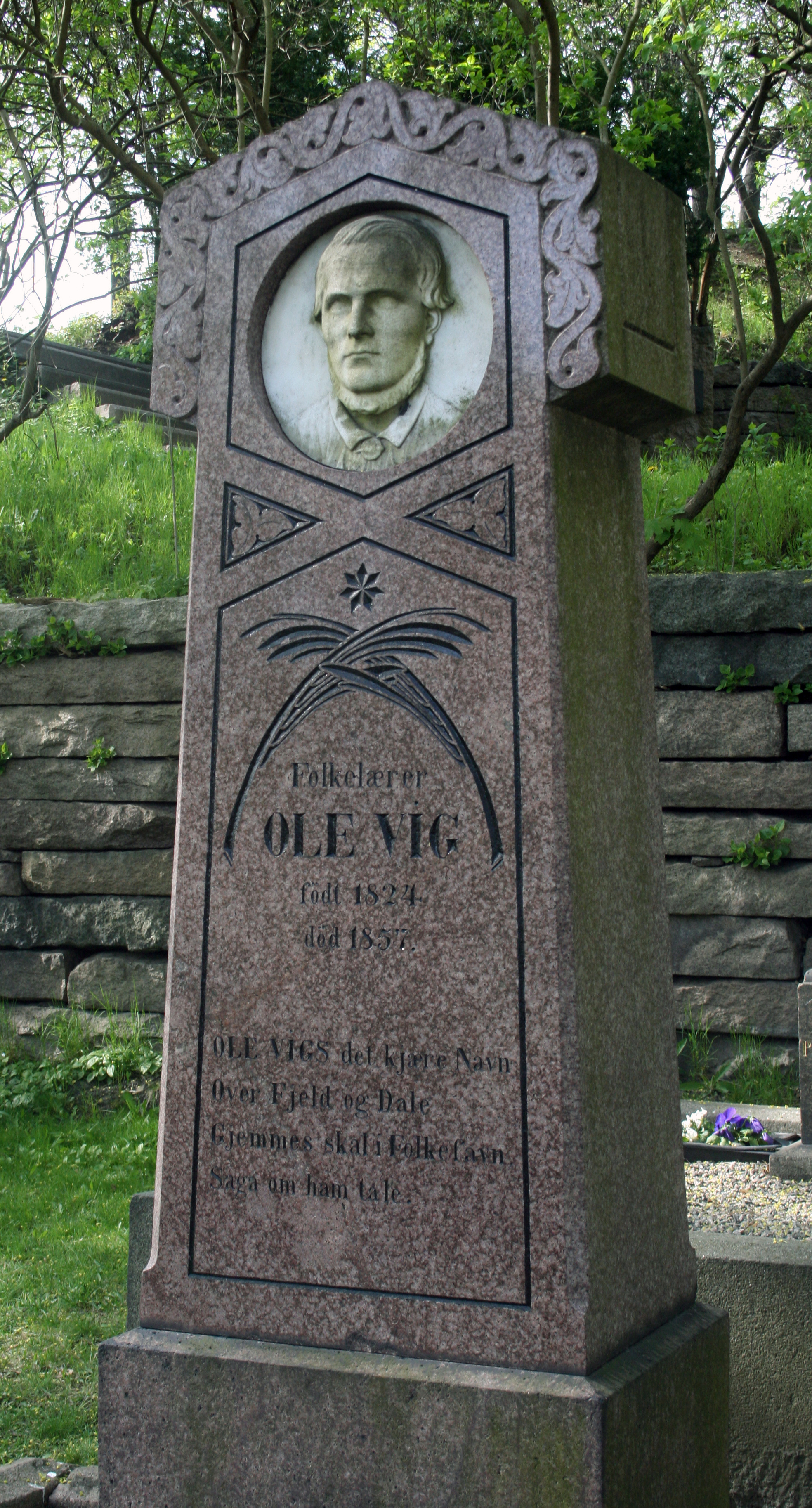
Могила Оле Вига

Виг сильно пострадал от воздействий туберкулёза. Он умер 19 декабря 1857 года в возрасте 33 лет. Он был похоронен в канун рождества на Спасском кладбище в Осло.

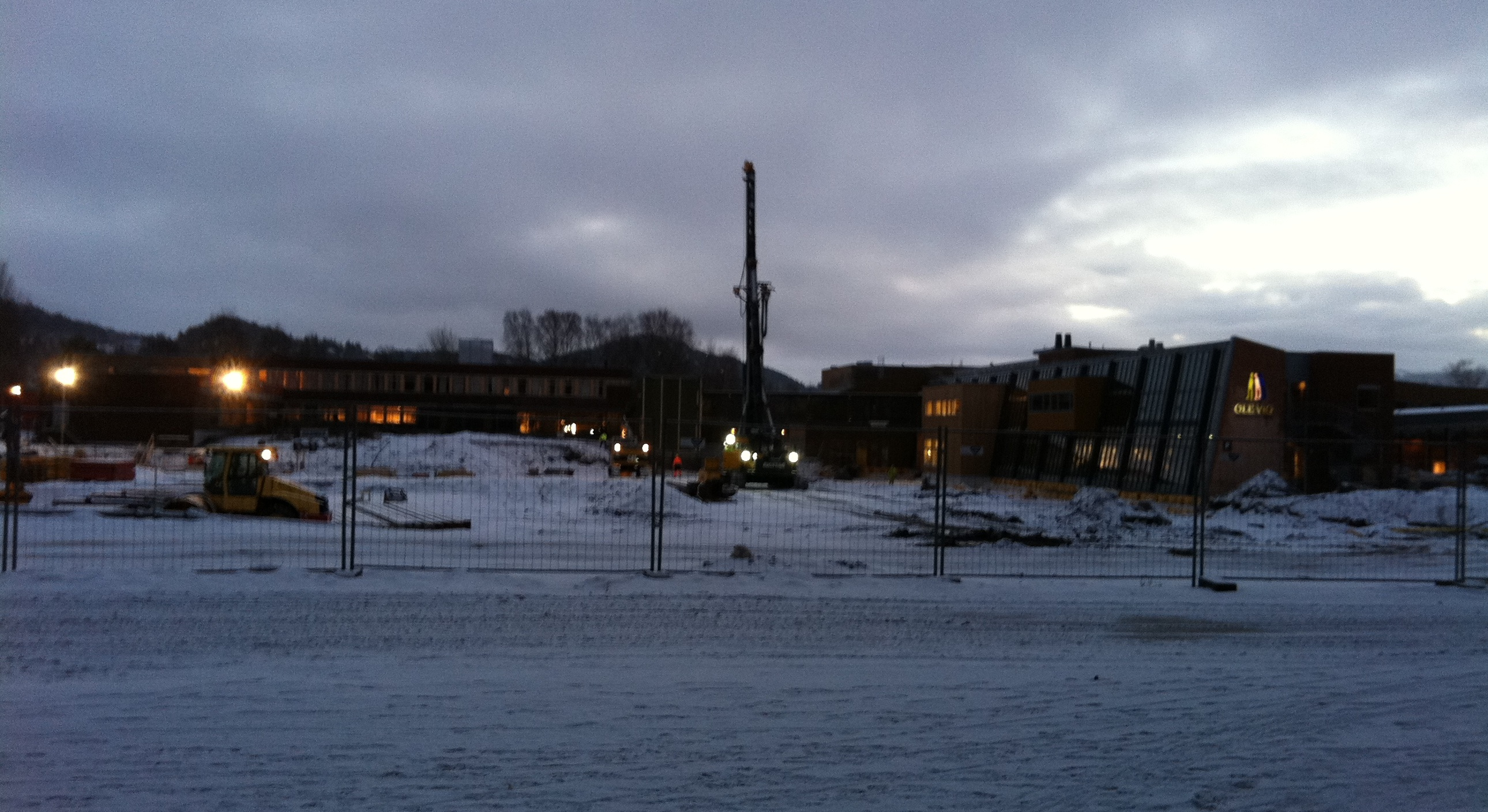
Гимназия названная в честь Оле Вига

«Я так много хотел бы сказать своему народу и родине перед смертью, и поэтому я должен так старательно тратить каждое мгновение.»
— Оле Виг перед смертью

## Наследие
С 1979 года, премия Оле Виг (Ole Vig-prisen) ежегодно присуждается норвежской молодёжи в возрасте от 20 до 35 лет, которые сделали культурные усилия в духе Оле Вига.
В честь Оле Вига была названа гимназия в Схьёрдале.
Коммуна Схьёрдал отметила год Оле Вига (Ole Vigåret) в 2007 году, в связи с тем, что тогда исполнилось 150 лет после дня смерти Оле Вига. Год Оле Вига был отмечен различными культурными событиями, напрямую связанные с Вигом и его творчеством. Празднование завершилось концертом для бизнес-сообщества и учеников гимназии Оле Вига в Вернеской церкви 19 декабря.
Бронзовая статуя Оле Вига расположена возле ратуши Схьёрдала. Статуя была сделана Ялмаром Хансеном в 1971 году.

## Внешние ссылки
- Ole Vig Архивная копия от 13 июня 2021 на Wayback Machine
- olevig.no
- Om Ole Vig Архивная копия от 4 июня 2021 на Wayback Machine
- Om Ole Vig på Kildenett
- Om Ole Vig i artikkelen Ole Vigs veg Архивная копия от 13 июня 2021 на Wayback Machine
- Om Ole Vig